# Negentienhoek

Regelmatige negentienhoek.

Een negentienhoek of enneadecagoon (ook: nonadecagoon) is een figuur met 19 hoeken en 19 zijden.
De naam "enneadecagon" komt uit het Grieks. Het voorvoegsel "enneadeca-" bestaat uit "ennea-" (ἐννέα) voor negen en "deca-" (δέκα) voor tien. Het achtervoegsel "-gon" (γωνία) betekent "hoek". Samen betekent dit "negentienhoek". Het woord "nonadecagon" is vergelijkbaar opgebouwd: "nona-" uit het Latijnse "novem" (negen), "deca-" (tien), en "-gon" (hoek).

## Een Regelmatig Negentienhoek
Een regelmatige negentienhoek is een veelhoek met negentien even lange zijden en negentien gelijke hoeken. Het wordt gerepresenteerde door het Schläfli-symbool {19}, en heeft binnenhoek van ongeveer 160°. Een inschatting van de binnenhoek wordt uitgerekend met het volgende formule, waarbij {\displaystyle n} de hoeveelheid hoeken is: 
{\displaystyle \alpha ={\frac {(n-2)}{n}}\cdot 180^{\circ }={\frac {17}{19}}\cdot 180^{\circ }\approx 161,0526^{\circ }}
De optelsom van deze binnehoeken, ook wel te berekenen met de formule {\displaystyle \alpha _{totaal}=(n-2)\cdot 180^{\circ }}, is {\displaystyle 3060^{\circ }}.
De oppervlakte A voor een regelmatige negentienhoek wordt gegeven door de volgende formule (met a de lengte van een zijde):
{\displaystyle A={\frac {19a^{2}}{4}}\cot {\frac {\pi }{19}}\approx 28,4652a^{2}\,}
De lengte van de straal R van de omgeschreven cirkel van deze figuur is gelijk aan:
{\displaystyle R={\frac {a}{2}}\csc {\frac {180}{19}}}